# Winchester (Kentucky)
Winchester es una ciudad ubicada en el condado de Clark en el estado estadounidense de Kentucky. En el Censo de 2010 tenía una población de 18368 habitantes y una densidad poblacional de 898,85 personas por km².

## Geografía
Winchester se encuentra ubicada en las coordenadas 37°59′58″N 84°11′22″O / 37.99944, -84.18944. Según la Oficina del Censo de los Estados Unidos, Winchester tiene una superficie total de 20.44 km², de la cual 20.3 km² corresponden a tierra firme y (0.67%) 0.14 km² es agua.

## Demografía
Según el censo de 2010, había 18368 personas residiendo en Winchester. La densidad de población era de 898,85 hab./km². De los 18368 habitantes, Winchester estaba compuesto por el 87.72% blancos, el 8.18% eran afroamericanos, el 0.16% eran amerindios, el 0.41% eran asiáticos, el 0.03% eran isleños del Pacífico, el 1.57% eran de otras razas y el 1.93% pertenecían a dos o más razas. Del total de la población el 3.29% eran hispanos o latinos de cualquier raza.